# الأرواح المهاجرة (مسلسل)
الأرواح المهاجرة هو مسلسل تلفزيوني سوري عرض سنة 2001، من تأليف الكاتب السوري قمر الزمان علوش وإخراج المخرج التونسي شوقي الماجري وإنتاج شركة الشام الدولية للإنتاج السينمائي والتلفزيوني
،
عن رواية بيت الأرواح للكاتبة العالمية إيزابيل أيندي.
جرت عمليات التصوير للمسلسل في محافظة اللاذقية وفي مدينة تلكلخ من ريف حمص تحديدا في قصر دباح بيك الدندشي ( قصر الدنادشة )  في سوريا. وهو من بطولة عباس النوري، مي سكاف، جيانا عيد، صبا مبارك، عبد المنعم عمايري وآخرين. وتجري أحداث المسلسل في النصف الأول من القرن العشرين، وهو عن مصير عائلة ارستقراطية تعيش فترة غنية بالأحداث، من عهد الدولة العثمانية إلى الفرنسيين ثم مرحلة الانقلابات.

## الممثلون
- عباس النوري
- الليث المفتي
- إمارات رزق
- آمال سعد الدين
- جيانا عيد
- سلاف فواخرجي
- صبا مبارك
- صفاء رقماني
- عبد المنعم عمايري
- قصي خولي
- قيس الشيخ نجيب
- مي سكاف
- نجاح العبد الله

## وصلات خارجية
- الأرواح المهاجرة.. هل تصبح الأعمال المقتبسة بديلا للمسلسلات المدبلجة؟[وصلة مكسورة]، جريدة الشرق الأوسط